# Pablo Ziegler
Pour les articles homonymes, voir Ziegler.
Pablo Ziegler (né  le 2 septembre 1944 à Buenos Aires) est un musicien, pianiste et compositeur argentin. Il a été le pianiste du dernier quintette d'Astor Piazzolla. Il est ancré à la fois dans la culture argentine et new-yorkaise.

## Biographie
Pablo Ziegler a étudié au Conservatoire de musique de Buenos Aires, où il a obtenu le poste de professeur de la classe de piano. Il a poursuivi ses études avec Adrian Moreno et Galia Schaljman. Il a également étudié la composition avec les professeurs Gerardo Gandini et Francisco Kröpfl.
Ziegler est mondialement connu non seulement pour sa carrière de pianiste, soliste ou avec Astor Piazzolla, mais aussi pour la carrière prolifique qui a suivi sa période avec la star du bandonéon.

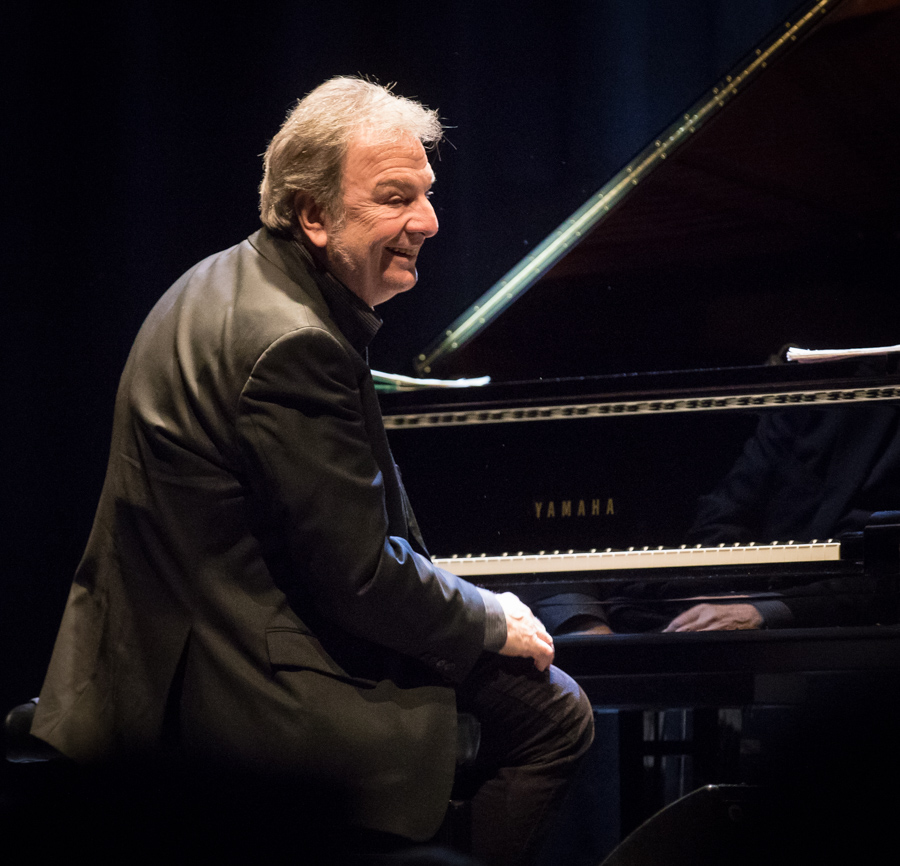
Pablo Ziegler au piano (2017).

Il fait partie des musiciens les plus importants du Tango nuevo contemporain. Grâce au savoir-faire et au rayonnement de son compatriote Astor Piazzolla, dans le deuxième quintette duquel Pablo Ziegler jouait depuis 1978, il s'est fait connaître comme pianiste. Depuis la fin du quintette en 1989, il a continué à développer sa propre forme de "New Tango" ou "tango nuevo".
Son style excentrique de pianiste au lyrisme tranchant, rythmique et métallique est très mémorable et rappelle par moments la manière de jouer de Vladimir Horowitz et la nostalgie de Bill Evans. Contrairement à son maître, sa technique de composition est moins contrapunctique que "jazz" et aussi "beat", où prédominent un battement de base régulier, des mélodies un peu plus simples, semblables à la bossa nova, et de longs passages d'improvisation. Il a élargi le répertoire traditionnel du tango à des rythmes sud-américains et folkloriques. Outre Piazzolla, il a notamment joué avec Gary Burton, Joe Lovano, l'Orpheus Chamber Orchestra, Branford Marsalis, Emanuel Ax, Quique Sinesi, Richard Galliano et bien d'autres.
Depuis 1974, on peut entendre sa musique au théâtre. Il a joué avec le Conjunto 9 reconstitué de Piazzolla en 1983 lors de son concert au Teatro Colón avec l'orchestre philharmonique de Buenos Aires. Depuis 1985, il compose des musiques de film. En 1985, Ziegler a composé la musique du film Adiós, Roberto (es). En 1990, il a fondé le quartet Nuevo Tango. Depuis des années, Pablo Ziegler est continuellement en tournée dans le monde entier.
Ces enregistrements de disques avec Piazzolla sont particulièrement remarquables :
- Tango: Zero Hour (1986)
- The Central Park Concert (1987)
- La Camorra: The solitude of passionate provocation (1988)

Ces dernières années, Pablo Ziegler se consacre davantage à son travail d'orchestre ainsi qu'à la production et à la direction musicale. Il a été directeur musical et compositeur pour le CD Rojo Tango de Erwin Schrott, qui a reçu le Echo Klassik dans la catégorie Crossover.
Son album, Bajo Cero, a remporté un Grammy Award en 2005, tout comme son album de latin-jazz de 2017 "Jazz Tango" avec le Pablo Ziegler Trio,.

## Discographie

### Enregistrements en leader
| Année de parution | Nom                                 | Ensemble                                           | Éditeur                               |
| ----------------- | ----------------------------------- | -------------------------------------------------- | ------------------------------------- |
| 1991              | La Conexion Porteña                 | New Tango Quartet                                  | Sony                                  |
| 1996              | Los Tangueros                       | Emanuel Ax - Pablo Ziegler                         | Sony Classics                         |
| 1998              | Asphalt Street Tango                | Quintet for the New Tango                          | BMG Classics                          |
| 1998              | Tango Romance Music of Buenos Aires | Orpheus Chamber Orchestra                          | BMG Classics                          |
| 2000              | Quintet for New Tango               | Quintet for New Tango, Gast: Joe Lovano            | BMG Classics                          |
| 2003              | Bajo Cero New Tango duo             | Pablo Ziegler & Quique Sinesi with Walter Castro   | enja, Latin Grammy                    |
| 2007              | Tango & All That Jazz               | Pablo Ziegler Quartet & Guest Stefon Harris        | Kind of Blue (Live) at Jazz Standard  |
| 2007              | Buenos Aires Report                 | Pablo Ziegler & Quique Sinesi, guest Walter Castro | Saphran, Grammy-Nominierung           |
| 2013              | Amsterdam Meets New Tango           | Pablo Ziegler & Metropole Orchestra                | Zoho, Grammy-Nominierung              |
| 2015              | Desperate Dance                     | Pablo Ziegler & Quique Sinesi, Gast Walter Castro  | enja/ yellowbird                      |
| 2017              | Jazz Tango                          | Pablo Ziegler Trio                                 | Zoho, Grammy: Bestes Latin-Jazz-Album |

### Enregistrements en sideman
Avec Ástor Piazzolla
- Astor Piazzolla Live at the Montreal Jazz Festival [DVD] (1984)
- Live in Colonia, 1984 (Intuition, 2003)[6]
- Tango: Zero Hour (American Clavé, 1986)
- Tristezas de un Doble A (Meesidor, 1987)
- La Camorra: The solitude of passionate provocation (American Clavé, 1989)
- The New Tango avec Gary Burton, enregistrement live au Festival de Montreux en 1986 (Atlantic, 1988)
- The Central Park Concert, enregistré en 1987 (Chesky, 1994)
- The Vienna Concert, enregistré en 1984 (JVC Japan, 2013)[7]

### Musique de film
| Année de sortie | Durée  | Titre du film                              | Réalisation             | Accompagnement musical |
| --------------- | ------ | ------------------------------------------ | ----------------------- | ---------------------- |
| 1985            | 90 min | Adiós, Roberto                             | Enrique Dawi            | Pocho Lapouble         |
| 1985            | 87 min | Tacos altos                                | Sergio Renán            | Pocho Lapouble         |
| 1986            | 85 min | Brigada explosiva                          | Enrique Dawi            | Pocho Lapouble         |
| 1986            | 70 min | Brigada explosiva contra los ninjas        | Miguel Fernández Alonso | Pocho Lapouble         |
| 1986            | 85 min | Las colegialas                             | Fernando Siro           | Pocho Lapouble         |
| 1987            | 80 min | Los matamonstruos en la mansión del terror | Carlos Galettini        | Pocho Lapouble         |
| 1987            | 90 min | La pandilla aventurera                     | Miguel Torrado          | Pocho Lapouble         |
| 2022            | 89 min | Mango Tango: The Director's Cut            | Marianne Hettinger      |                        |